# Kelvin Herrera
Kelvin de Jesús Herrera Mercado (Tenares, 31 dicembre 1989) è un ex giocatore di baseball dominicano.

## Carriera

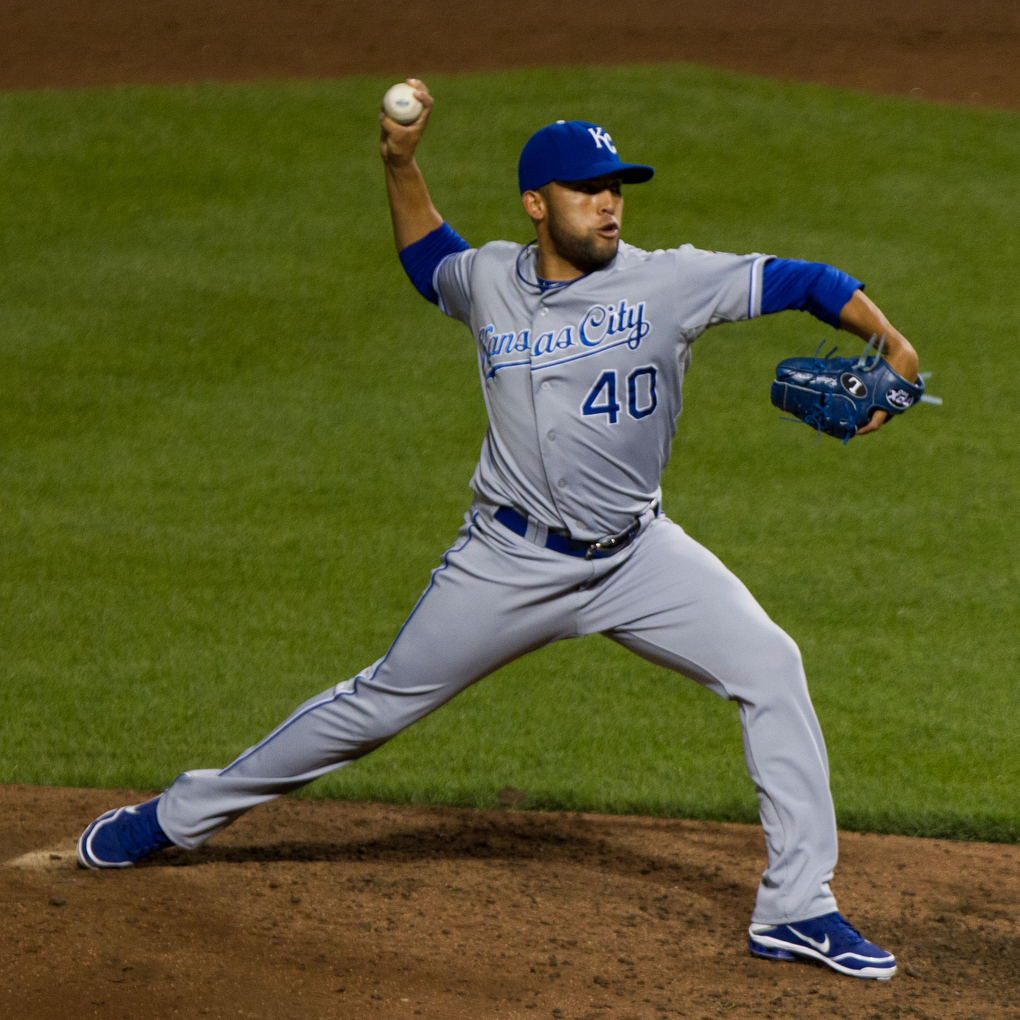
Herrera durante un lancio nel 2012

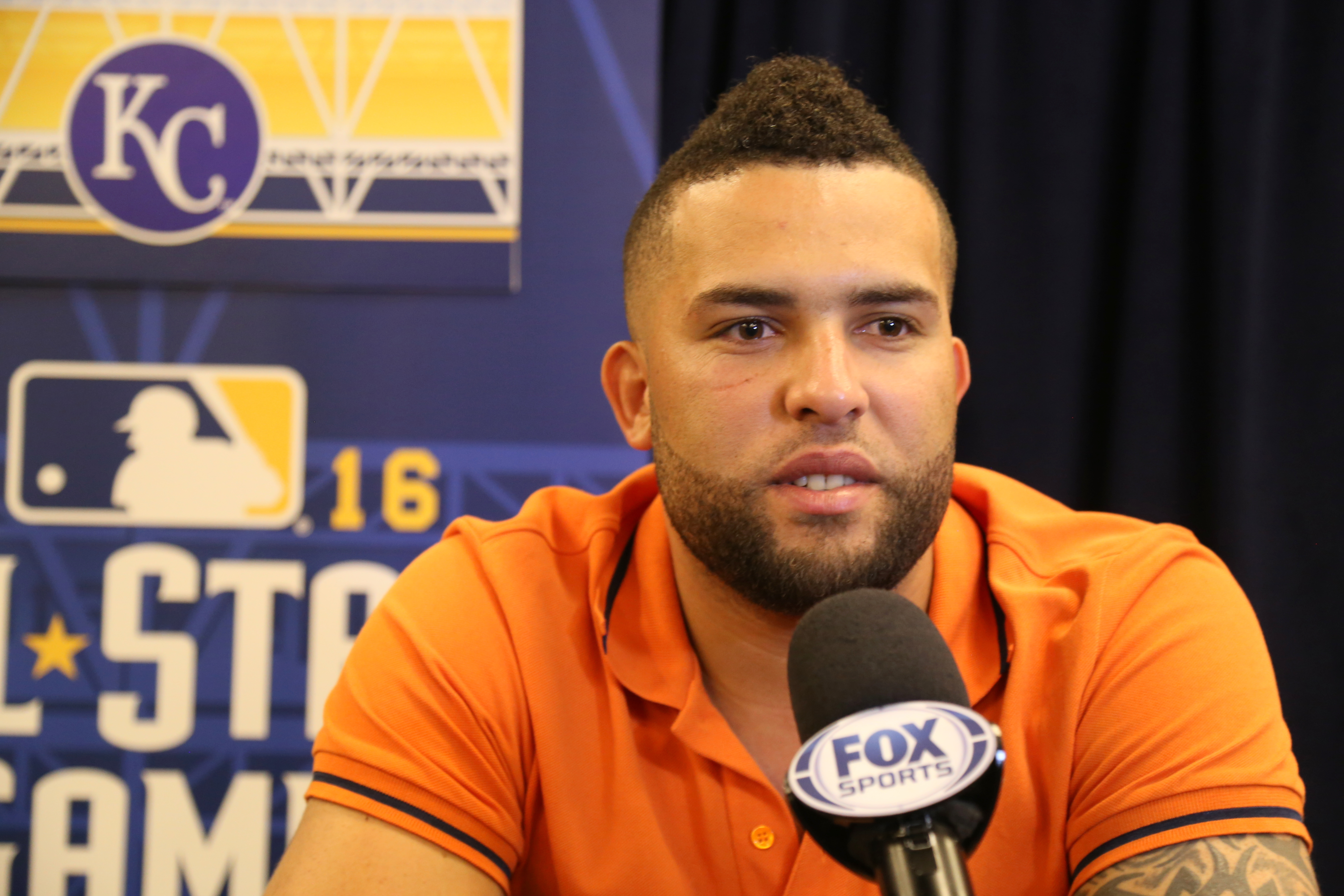
Herrera nel 2016

### Inizi e Minor League (MiLB)
Herrera firmò il 13 dicembre 2006 con i Kansas City Royals, che lo assegnarono nel 2007 nella Dominican Summer League della classe Rookie. Nel 2008 arrivò negli Stati Uniti giocando nella classe Rookie e in qualche partita della classe A. Nel 2009 e nel 2010 giocò esclusivamente nella classe A. Nel 2011 rappresentò assieme a Wil Myers, i Royals durante l'All-Star Futures Game.

### Major League (MLB)
Herrera debuttò nella MLB il 21 settembre 2011, al Kauffman Stadium di Kansas City contro i Detroit Tigers. Lanciò nell'ottavo inning, concedendo due valide, tra cui un home run, e tre punti, ottenendo la prima sconfitta. Giocò la sua seconda e ultima partita stagionale nella MLB il 26 settembre contro i Twins, lanciando nel ottavo inning senza subire valide. Concluse la stagione con 2 partite disputate nella MLB e 45 nella Minor League, di cui 23 nella Doppia-A e 14 nella Tripla-A e 8 nella classe A-avanzata.
Il 30 agosto 2012, ottenne la sua prima salvezza, contro i Tigers.
Nel 2014, Herrera concluse la stagione con una media PGL di 1.41, senza aver concesso nemmeno un fuoricampo in tutta la stagione regolare. Inoltre partecipò al primo post stagione e giocò come battitore per la prima volta, durante la gara 3 delle World Series, venendo eliminato per strikeout.
Durante la partita del 19 aprile 2015 contro gli Athletics, Herrera venne espulso per aver lanciato dietro al battitore Brett Lawrie. Nella partita precedente all'incidente, il suo compagno di squadra Yordano Ventura venne a sua volta espulso per aver colpito con un lancio proprio Lawrie. Il 22 aprile 2015, Herrera venne sospeso per cinque partite. In luglio venne convocato per suo primo All-Star Game. Al termine del post stagione 2015, divenne con i Royals campione delle World Series.
Nell'estate 2016, venne convocato per la seconda volta per l'All-Star Game.
Nel 2017 venne impiegato a tempo pieno come lanciatore di chiusura della squadra.
Il 18 giugno 2018, i Royals scambiarono Herrera con i Washington Nationals per Kelvin Gutierrez e i giocatori di minor league Yohanse Morel e Blake Perkins.
L'8 gennaio 2019, Herrera firmò un contratto biennale dal valore complessivo di 17 milioni di dollari con i Chicago White Sox, con un'opzione del club per la stagione 2021 del valore di 10 milioni e un buyout di 1 milione. Venne svincolato dalla franchigia il 2 agosto 2020.
Il 6 agosto 2020, firmò un contratto di minor league con i Chicago Cubs. Venne svincolato dalla franchigia il 26 agosto, senza aver disputato con essa alcuna partita.
Il 26 febbraio 2021, Herrera annunciò il ritiro dal baseball professionistico tramite il suo account twitter.

## Palmares

### Club
- World Series: 1

Kansas City Royals: 2015

### Individuale
- MLB All-Star: 2

2015, 2016

### Nazionale
- World Baseball Classic:  Medaglia d'Oro

Team Rep. Dominicana: 2013